# Can Margarit (Sant Julià de Ramis)
Can Margarit és una obra de Sant Julià de Ramis (Gironès) declarada Bé Cultural d'Interès Nacional.

## Descripció
Masia situada a l'oest del nucli de Sant Julià de Ramis, molt a prop del Castell de Sant Julià i del poblat ibèric. Tot el conjunt fou reformat durant els anys 70 del segle xx, moment en el qual es va refer la torre adquirint l'aspecte actual, amb coronament de merlets. El parament de la part baixa i el del recrescut posterior són clarament diferents.